# 明斯特豪森
明斯特豪森是德国巴伐利亚州的一个市镇。总面积18.48平方公里，总人口1942人，其中男性1009人，女性933人（2011年12月31日），人口密度105人/平方公里。